# Румен Шанкулов
Румен Петров Шанкулов е български футболист, нападател.

## Биография
Роден е на 3 декември . в София Висок е 180 см и тежи 88 кг. Играл е за ФК Гигант (Белене), Спартак (Плевен), Черно море, Спартак (Плевен), Кремиковци, Литекс, Видима-Раковски, Марек, Черно море и Ирони Ришон (Израел). От есента на 2006 г. играе за Нафтекс. Голмайстор на Б група през 2002 г. с 15 гола за Видима-Раковски. Полуфиналист за купата на страната през 2003 г. с Марек. Има 1 мач за КЕШ с Литекс и 6 мача и 2 гола в турнира Интертото за Марек.

## Статистика по сезони
- Черно море – 1995/96 – Б група, 15 мача/3 гола
- Спартак (Плевен) – 1996/97 – А група, 24/5
- Спартак (Плевен) – 1997/98 – А група, 27/3
- Кремиковци – 1998/99 – Б група, 28/11
- Литекс – 1999/ес. - А група, 3/0
- Видима-Раковски – 2000/пр. - Б група, 14/6
- Видима-Раковски – 2000/01 – Б група, 27/13
- Видима-Раковски – 2001/02 – Б група, 23/15
- Марек – 2002/03 – А група, 17/3
- Черно море – 2003/04 – А група, 28/10
- Ирони Ришон – 2004/05 – Лига Леумит (Втора Дивизия), 24/9
- Ирони Ришон – 2005/ес. - Лига Леумит (Втора Дивизия), 11/4
- Видима-Раковски – 2006/пр. - Западна Б група, 9/2
- Нафтекс – 2006/07 – Източна Б група